# The Forsaken (album)
 For alternative betydninger, se The Forsaken. (Se også artikler, som begynder med The Forsaken)
The Forsaken er det tredje album fra det norske unblack metal-band Antestor. Det blev udgivet i januar 2005. På albummet medvirker flere kendte norske metalmusikere, heriblandt Hellhammer fra Mayhem og Ann-Mari Edvardsen fra The 3rd and the Mortal.

## Spor
1. "Rites of Death" – 04:14
2. "Old Times Cruelty" – 03:56
3. "Via Dolorosa" – 05:09
4. "Raade" – 03:28
5. "The Crown I Carry" – 04:52
6. "Betrayed" – 04:21
7. "Vale of Tears" – 05:52
8. "The Return" – 04:47
9. "As I Die" – 04:51
10. "Mitt Hjerte" – 03:18